# Scheloribates barbatulus
Scheloribates barbatulus är en kvalsterart som beskrevs av Mihelcic 1956. Scheloribates barbatulus ingår i släktet Scheloribates och familjen Scheloribatidae. Inga underarter finns listade i Catalogue of Life.